# Emil Lindgren
Karl Emil Lindgren, född 4 maj 1985 i Falun, är en svensk mountainbikecyklist från Säter i Dalarna. Han har gått på cykelgymnasiet i Skara. Lindgren vann Liquigas cup för U23-cyklister 2005 och 2006. Lindgren lämnade U23-klassen och tog steget upp till elitklassen inför säsongen 2008. Han tog 2014 silver vid VM i eliminator (sprint) i Lillehammer, Norge. Han deltog i de Olympiska sommarspelen 2008 i Peking, Kina för Sverige och slutade på en 38:e plats. Lindgren har tävlat för proffsstallet Team Full-Dynamix RSM, där även svensken Fredrik Kessiakoff tävlat.
2019 vann han Cykelvasan.